# Bölingen

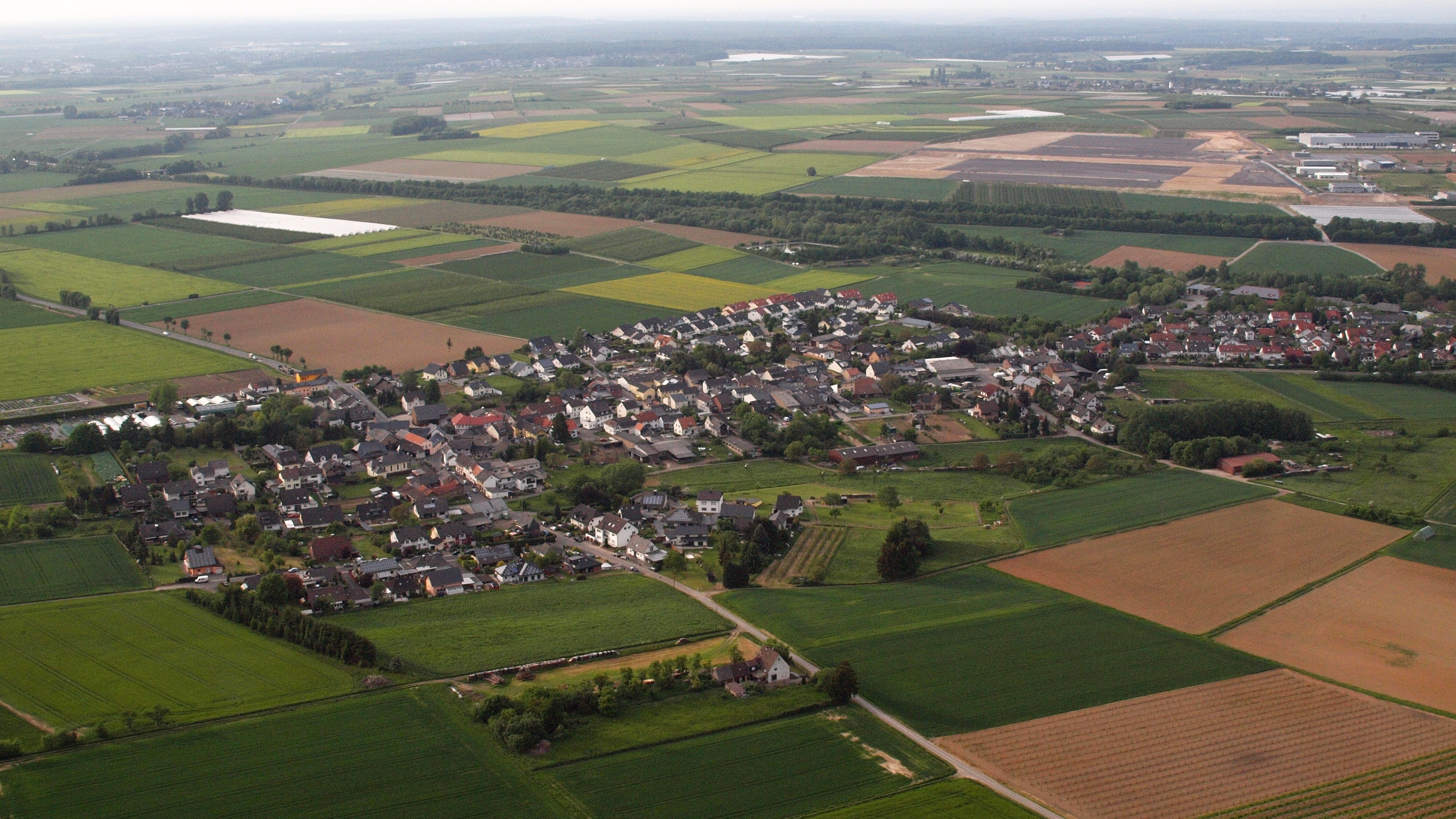
Luftaufnahme (2015)

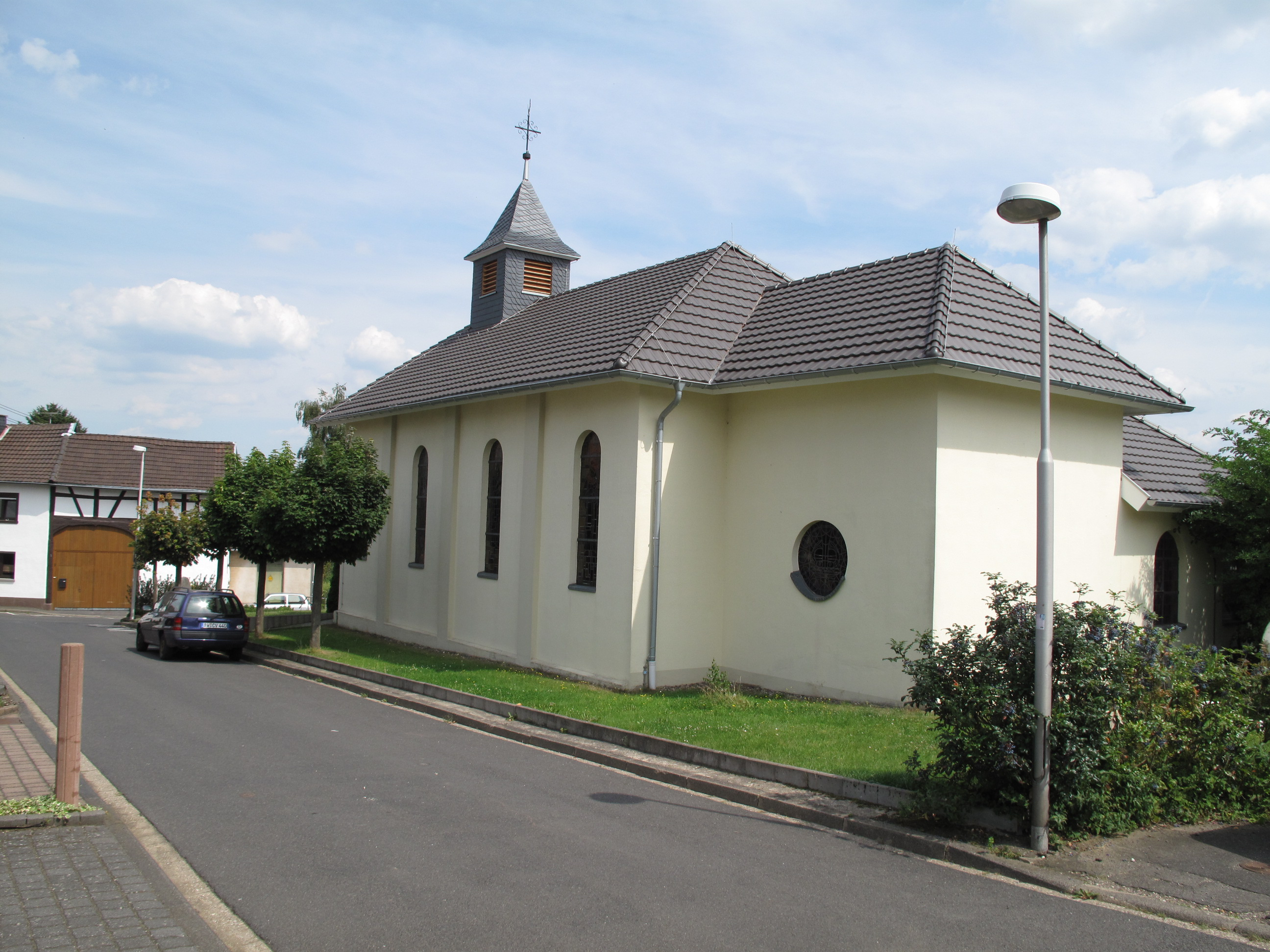
Kapelle St. Hubertus (2009)

Bölingen ist ein Ortsteil der Gemeinde Grafschaft im Landkreis  Ahrweiler in Rheinland-Pfalz (Deutschland).

## Geschichte
Der Ort wird erstmals im 13. Jahrhundert als Bullingshovin überliefert.  Römische Siedlungsfunde (Mauersteine und Dachziegel), die 1962 am Südwestrand des Dorfes gefunden wurden, weisen allerdings schon auf eine Besiedlung in römischer Zeit hin. 
Bölingen gehörte mit Beller zum Dingstuhl Ringen in der Grafschaft Neuenahr, die von 1545 bis Ende des 18. Jahrhunderts ein Amt innerhalb des Herzogtums Jülich bildete. Auf der zwischen 1801 und 1828 unter Jean Joseph Tranchot durchgeführten Topographische Aufnahme der Rheinlande lautet der Name des Ortes auf der Tranchotkarte Beulingen.

## Sehenswürdigkeiten
- Kapelle St. Hubertus

Siehe auch: Liste der Kulturdenkmäler in Grafschaft

## Vereine
- Bezaubernde Hexen Bölingen
- Junggesellenverein "Sankt. Hubertus" Bölingen e.V.
- Altgesellen und Inaktive im JGV-Bölingen
- MGV Bölinger Liederkranz 1868 e. V.
- Möhnenverein Bölingen
- Gitarren- und Mandolinengruppe Bölingen
- GSSV Grafschafter Sport-Schützenverein Bölingen e.V.